# Thelotrema rhamni-purshianae
Thelotrema rhamni-purshianae är en lavart som beskrevs av E. Senft 1897. Thelotrema rhamni-purshianae ingår i släktet Thelotrema och familjen Thelotremataceae.   Inga underarter finns listade i Catalogue of Life.